# Nocuchich

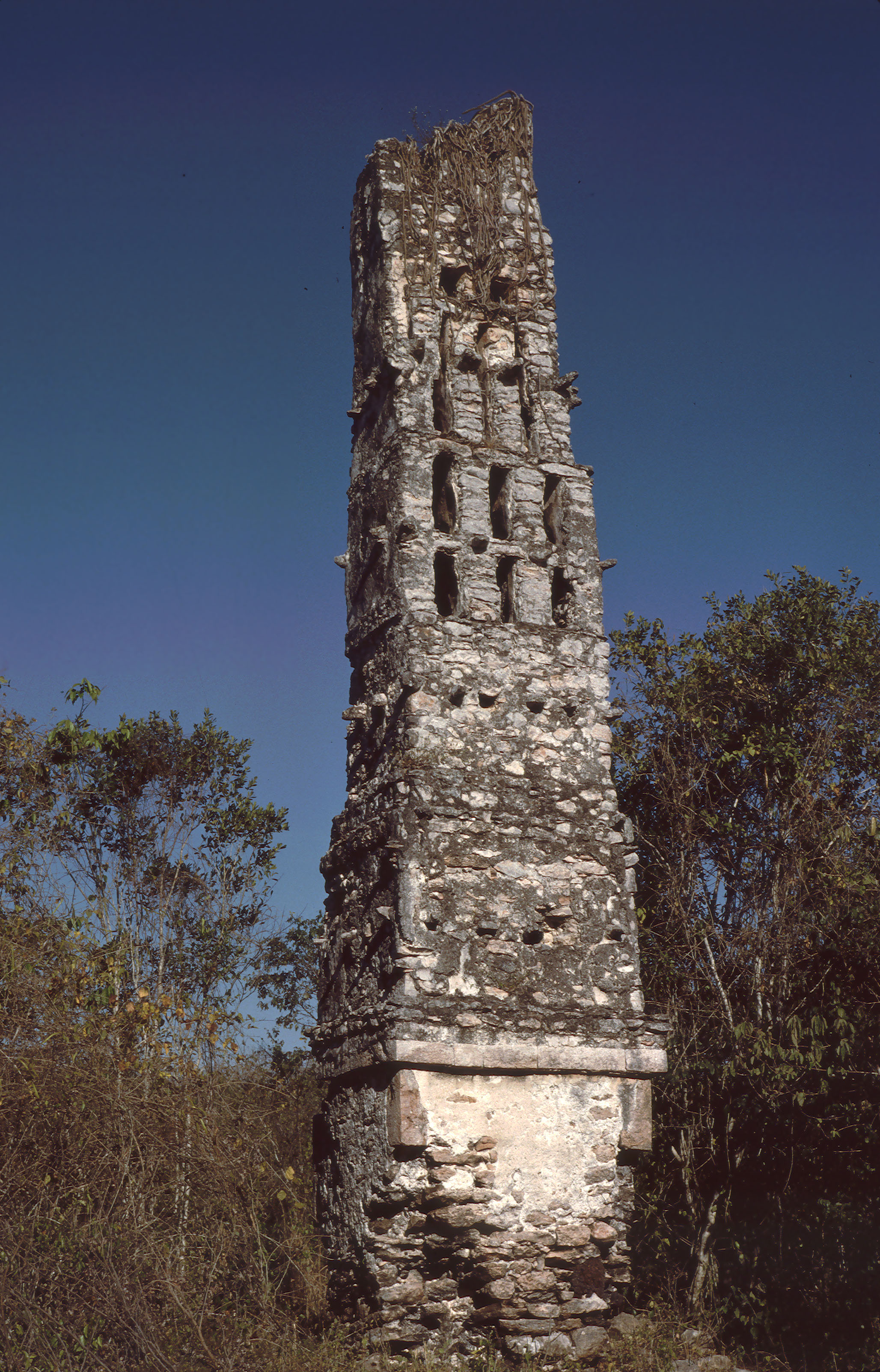
Turmbau

Nocuchich ist ein kleiner Fundort der Maya in Mexiko, er befindet sich auf der Halbinsel Yucatán im Bundesstaat Campeche, ungefähr 8 km östlich der Kleinstadt Hopelchén und ist der Chenes-Stilregion zuzurechnen.
Der erste Bericht und Fotografien stammen von Teobert Maler aus dem Jahre 1889.

## Sehenswürdigkeiten

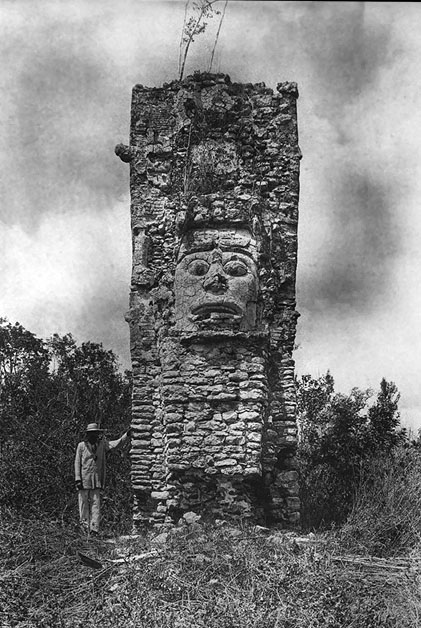
Zerstörter monumentaler Gesichtspfeiler (Foto: Teobert Maler 1889)

Neben einigen stark zerfallenen Gebäuden befinden sich an dem Fundort zwei Monumente, die in ihrer Art im Maya-Gebiet einzigartig sind. Beides sind pfeilerartige Konstruktionen.
Die erste mit knapp 7 m Höhe trug in der Mitte ein überdimensionales Gesicht in modelliertem Stuck, mit Resten roter Farbe. Der nordamerikanische Archäologe Harry E. D. Pollock hat dieses Monument 1936 noch in so gut wie demselben Zustand wie Maler vorgefunden und dokumentiert. Angeblich wurde das Monument, vielleicht aus abergläubischen Motiven, in den 1970er Jahren zerstört. Dies war offenbar umso leichter möglich, als sich der Bildpfeiler schon in alter Zeit nach hinten geneigt hatte, weshalb ein stützender Mauerkern angefügt worden war.
Beinahe unverändert erhalten geblieben ist der filigrane Turm von 9 m Höhe, der keine figürlichen Elemente trägt (auch wenn sie offenbar auf dem oberen Teil in Stuck vorhanden gewesen sein müssen, wie auch die zahlreichen Steinzapfen belegen, die zu ihrem Halt dienten). In seiner Konstruktionsweise ähnelt der Turm sehr stark einem Dachkamm (crestería). Dies gilt insbesondere für die in mehrfachen Niveaus angeordneten fensterartigen Durchbrüche.